# Brouwerij Wuitensnest
Brouwerij Wuitensnest of Van Hecke - Dewulf is een voormalige brouwerij in Belsele in de Belgische provincie Oost-Vlaanderen. De brouwerij was actief van 1913 tot 1957.

## Bieren[1]
- Wuitensnest